# Igutettix fulvus
Igutettix fulvus är en insektsart som först beskrevs av Chiang, Hsu och Knight 1990.  Igutettix fulvus ingår i släktet Igutettix och familjen dvärgstritar.
Artens utbredningsområde är Taiwan. Inga underarter finns listade i Catalogue of Life.